# Павіан анубіс
Павіан анубіс (Papio anubis) — вид приматів з роду Павіан (Papio) родини Мавпові (Cercopithecidae).

## Опис
Загальне забарвлення оливково-коричневе. Довга морда гола і чорна, регіон сідниць також голий й темний. Середня маса тіла дорослого самця близько 25 кг, самиці — близько 14 кг.
Ці тварини можуть досягати довжини тіла 48-76 сантиметрів, хвіст 38-58 см в довжину. Перша частина хвоста виступає вгору, а задня — вниз. Як і у всіх видів роду, існує чіткий статевий диморфізм у розмірах. Ікла самців також набагато більші.

## Поширення
Країни проживання: Бенін, Буркіна-Фасо, Бурунді, Камерун, Центральноафриканська Республіка, Чад, Конго, Демократична республіка Конго, Кот-д'Івуар, Еритрея, Ефіопія, Гана, Гвінея, Кенія, Малі, Мавританія, Нігер, Нігерія, Руанда, Сьєрра-Леоне, Сомалі, Судан, Танзанія, Того, Уганда.
Висота проживання — до 2500 м над рівнем моря. Населяє савани, степи і ліси.

## Стиль життя

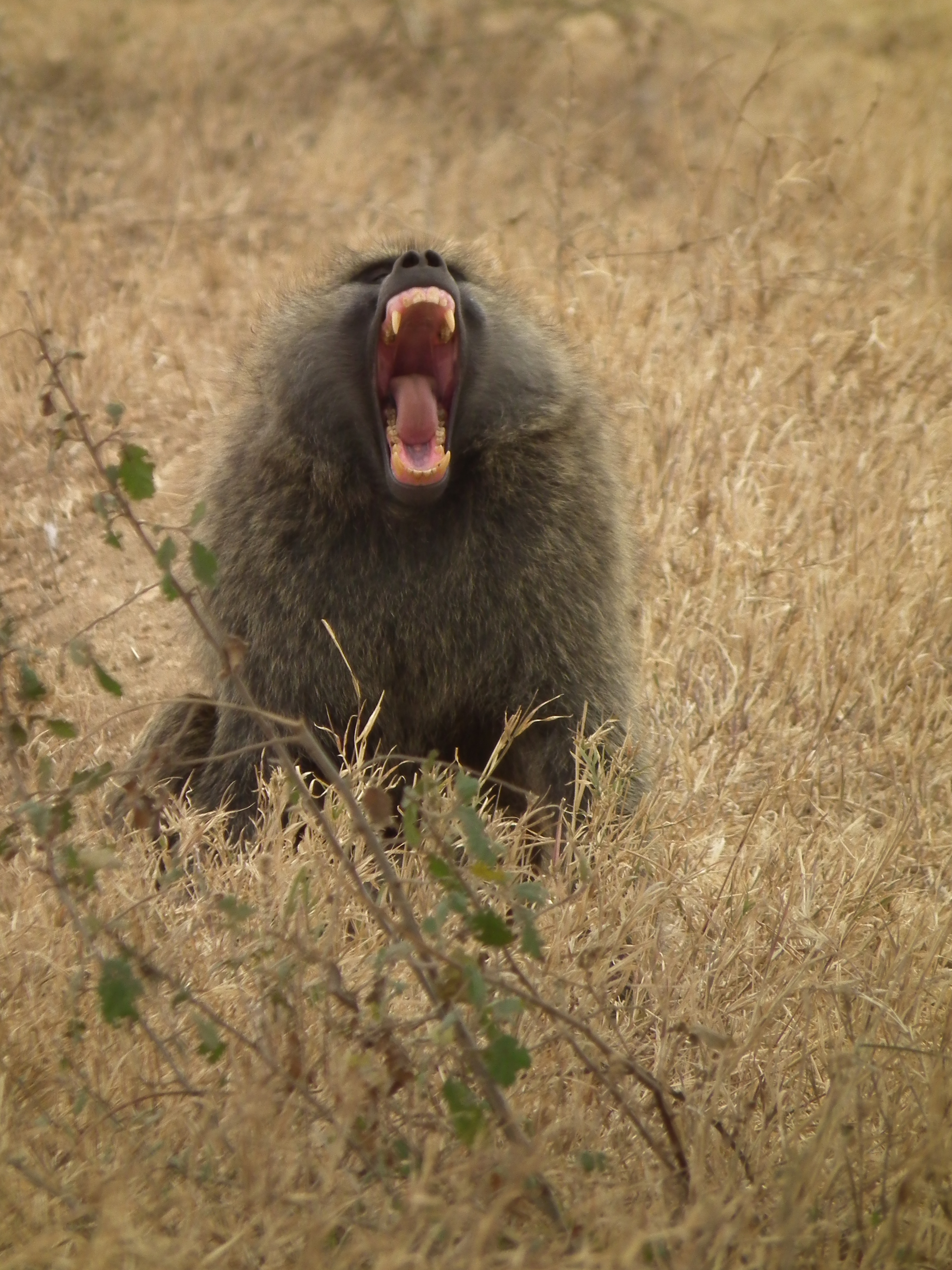
Анубіс, що позіхає.

Цей вид є всеїдним, і його раціон змінюється залежно від регіону, пори року і навіть від часу доби. У відкритих місцевостях насамперед харчуються травами, а в лісах основною їжею є фрукти. Також споживає корені, бульби, комах, яйця птахів і дрібних хребетних. За день в середньому долає 3—4 км. Утворює групи розміром від 8 до 100 особин. Це денний вид. Тварини сплять на деревах або на скелястих виступах.
Цей вид має безладну систему спарювання. Існує багато агресії між самцями через конкуренцію за самиць. Після 180-денного вагітності самиці народжують одне дитинча. Воно важить при народженні близько 1 кг і спочатку забарвлене в чорний колір. Статева зрілість настає в 5-8 років. У дикій природі ці тварини можуть жити від 25 до 30 років.

## Розмноження
Розмноження анубісів триває цілий рік. У самок під час фертильної фази набухають статеві органи. У групі кожен самець може спаровуватися з кожною з самок, що однак призводить до відчайдушних поєдинків між самцями. Крім цього, у самців є тонкіші методи схилити самку до спаровування. Вони намагаються «подружитися», доглядають за їх шерстю, забезпечують їжею або піклуються про їхніх дітей.
Після вагітності, що триває близько 180 днів, самка народжує зазвичай по одному дитинчаті вагою близько 1 кг. У віці року він перестає смоктати молоко, а статева зрілість настає в 5-8 років. Чоловічі особини зазвичай залишають родову групу, а самки часто залишаються в ній на все життя. У дикій природі тривалість життя анубіса може становити від 25 до 30 років.

## Поведінка
Анубіси як і всі вузьконосі мавпи активні вдень, проводячи значну частину часу на землі. Вони пересуваються на чотирьох лапах, тримаючи вигнутий хвіст догори. Вночі вони для сну підіймаються на дерева або важкодоступні скелі. Анубіси живуть групами з 15-150 (частіше 40-80) особин. Ці групи як правило змішані, тобто включають в себе і самців, і самок. Усередині подібних груп встановлюється чітка ієрархія зі складною соціальною поведінкою.

## Загрози та охорона
Активно переслідується в деяких місцях як шкідник. Групи іноді проникають в сади і поля і розоряють їх. Через це на них нерідко полюють. У деяких місцевостях їм загрожує руйнування їхніх місця існування, проте в цілому МСОП не розглядає їх як складаються під загрозою. Вид включений в Додаток II СІТЕС. Знайдений в ряді природоохоронних територій.
Анубіси широко поширені і в певній мірі пристосувалися до людини.

## Галерея

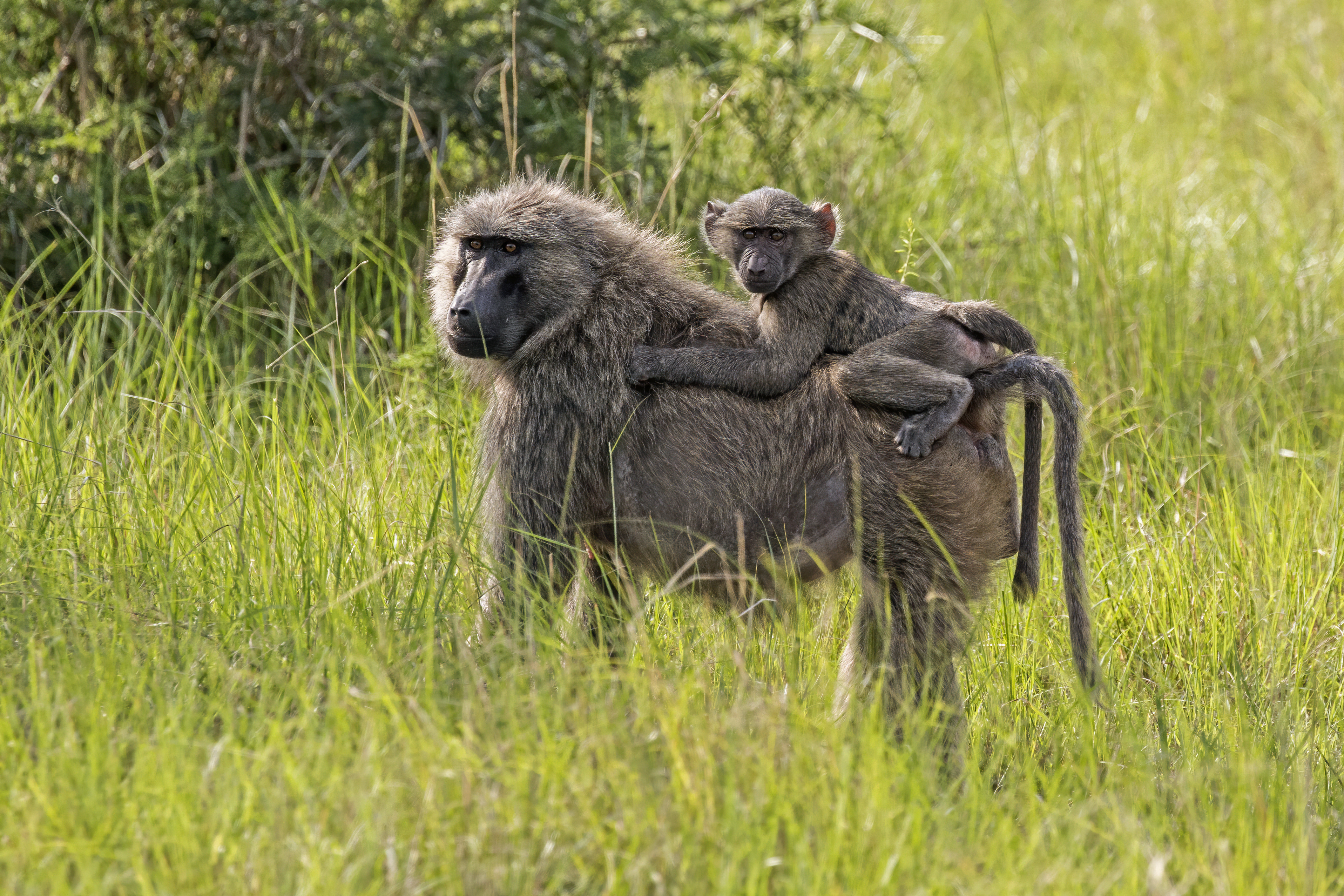
Самка із дитинчам (Уганда)
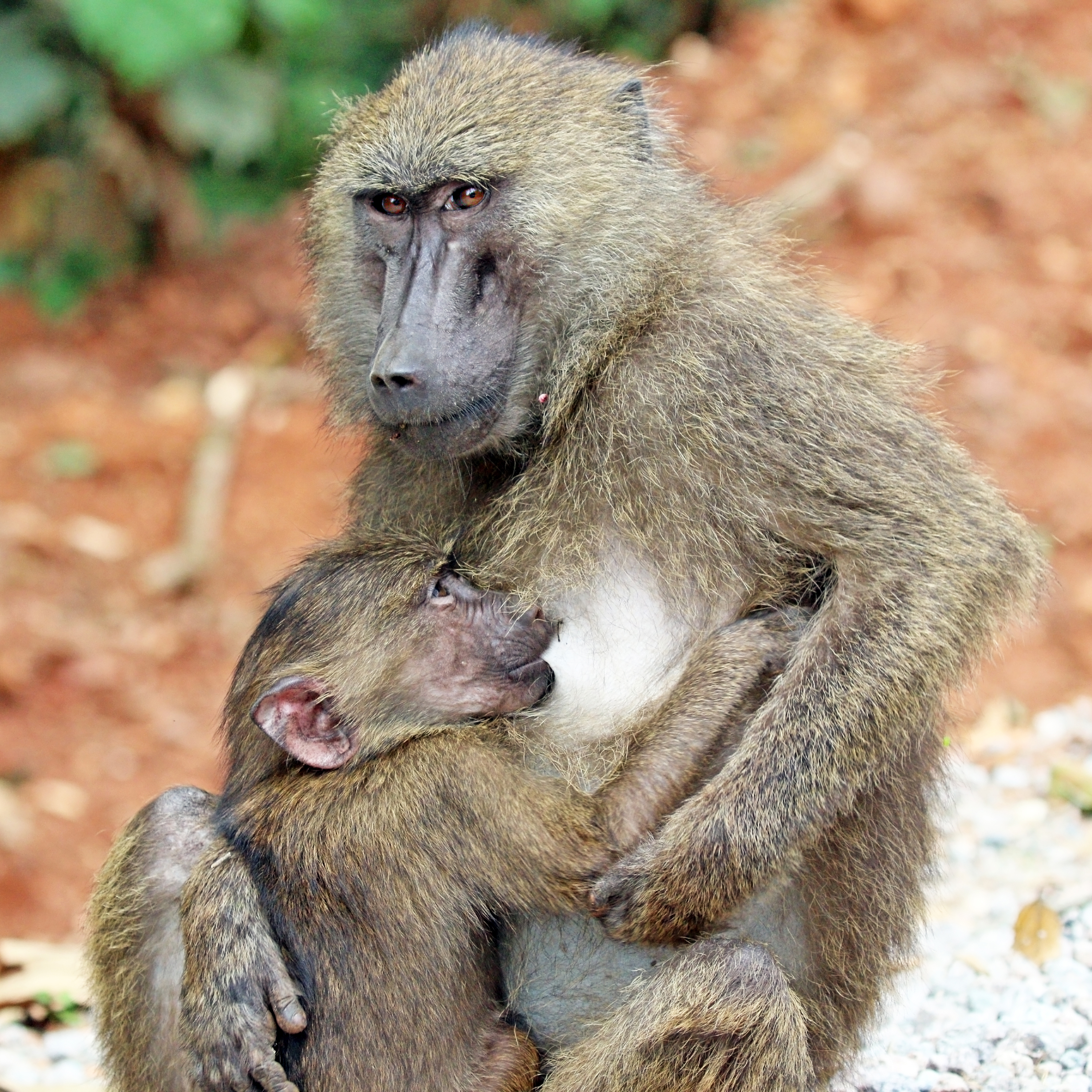
Годування дитинчати
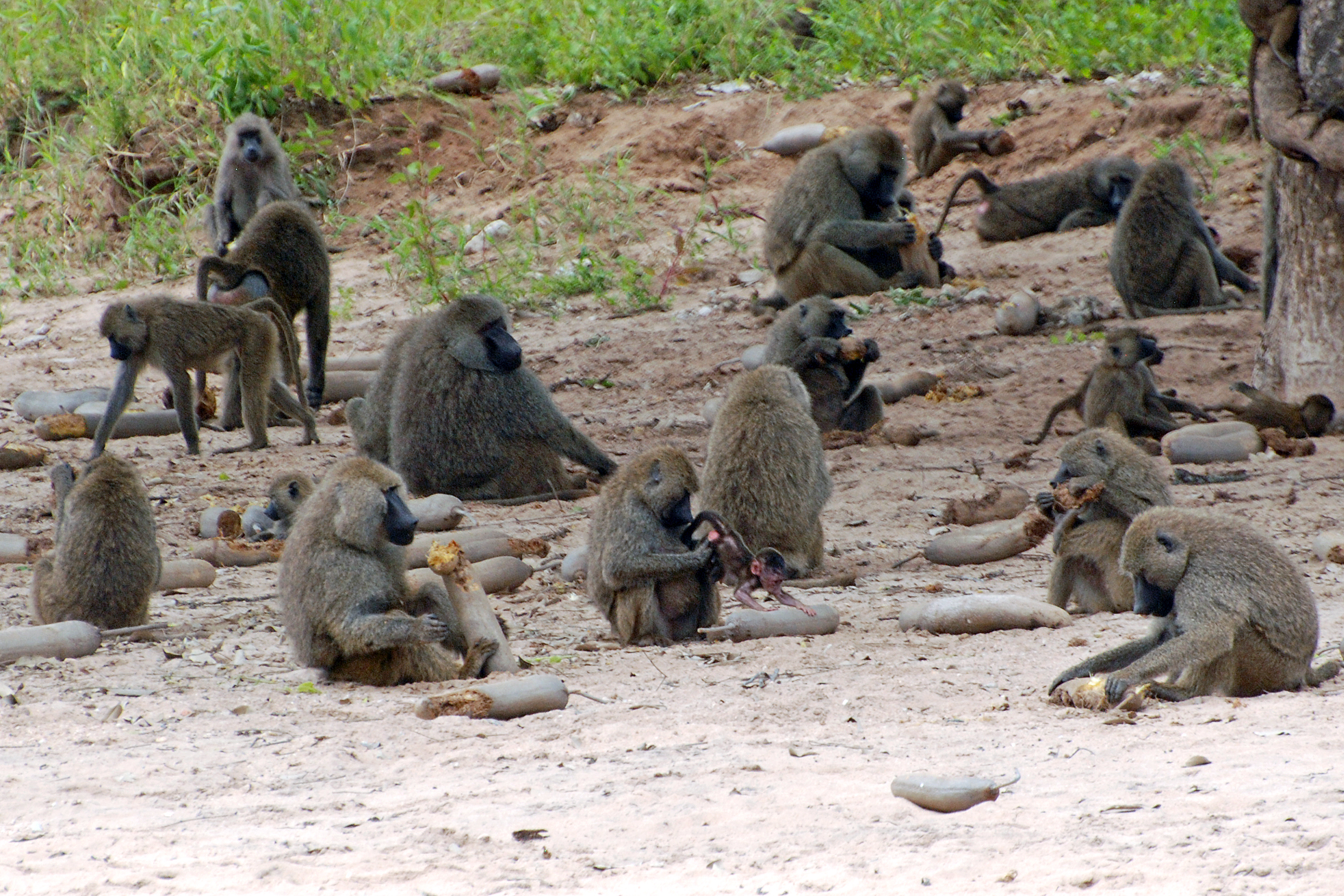
Колонія павіанів в Танзанії
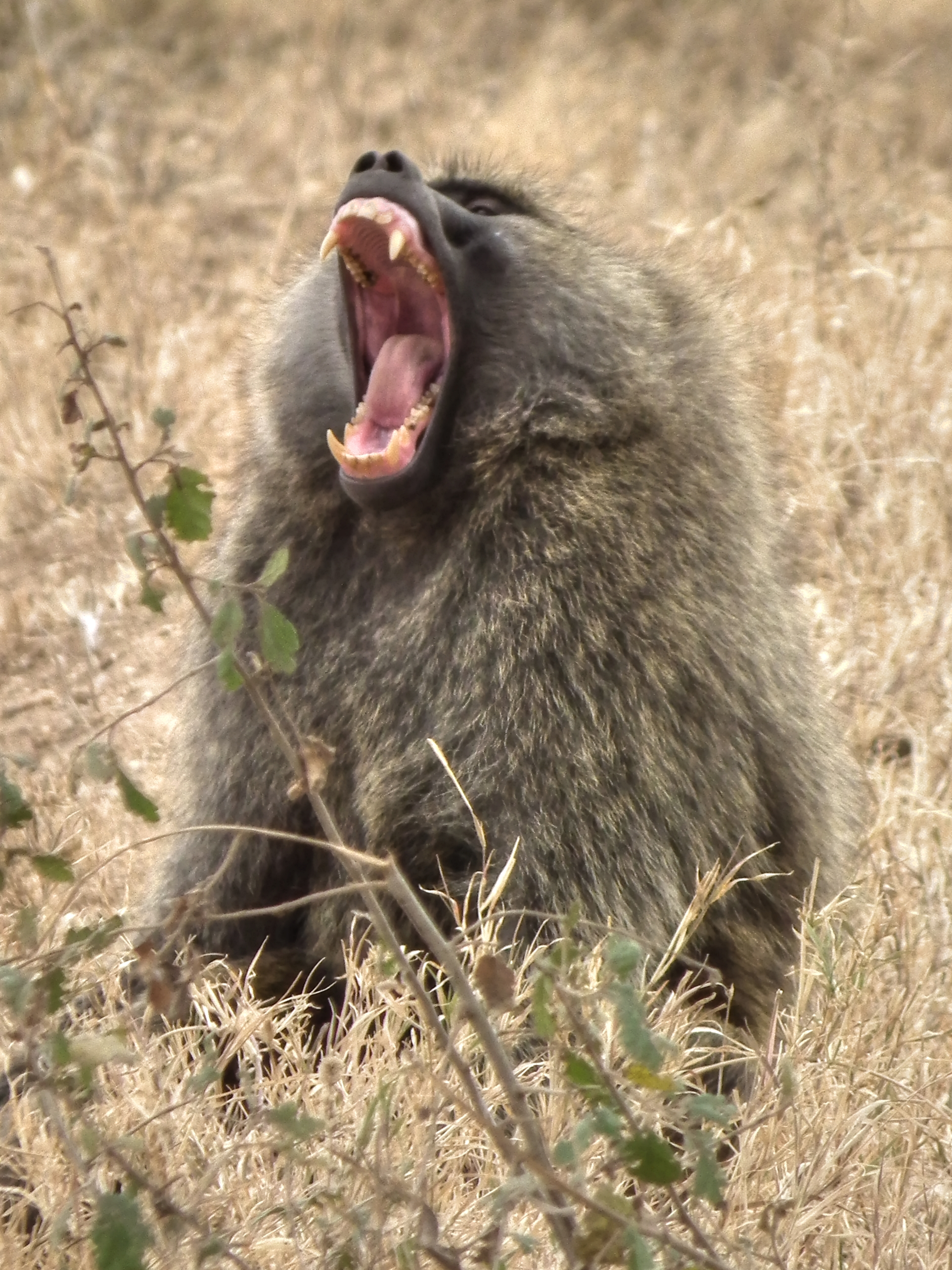
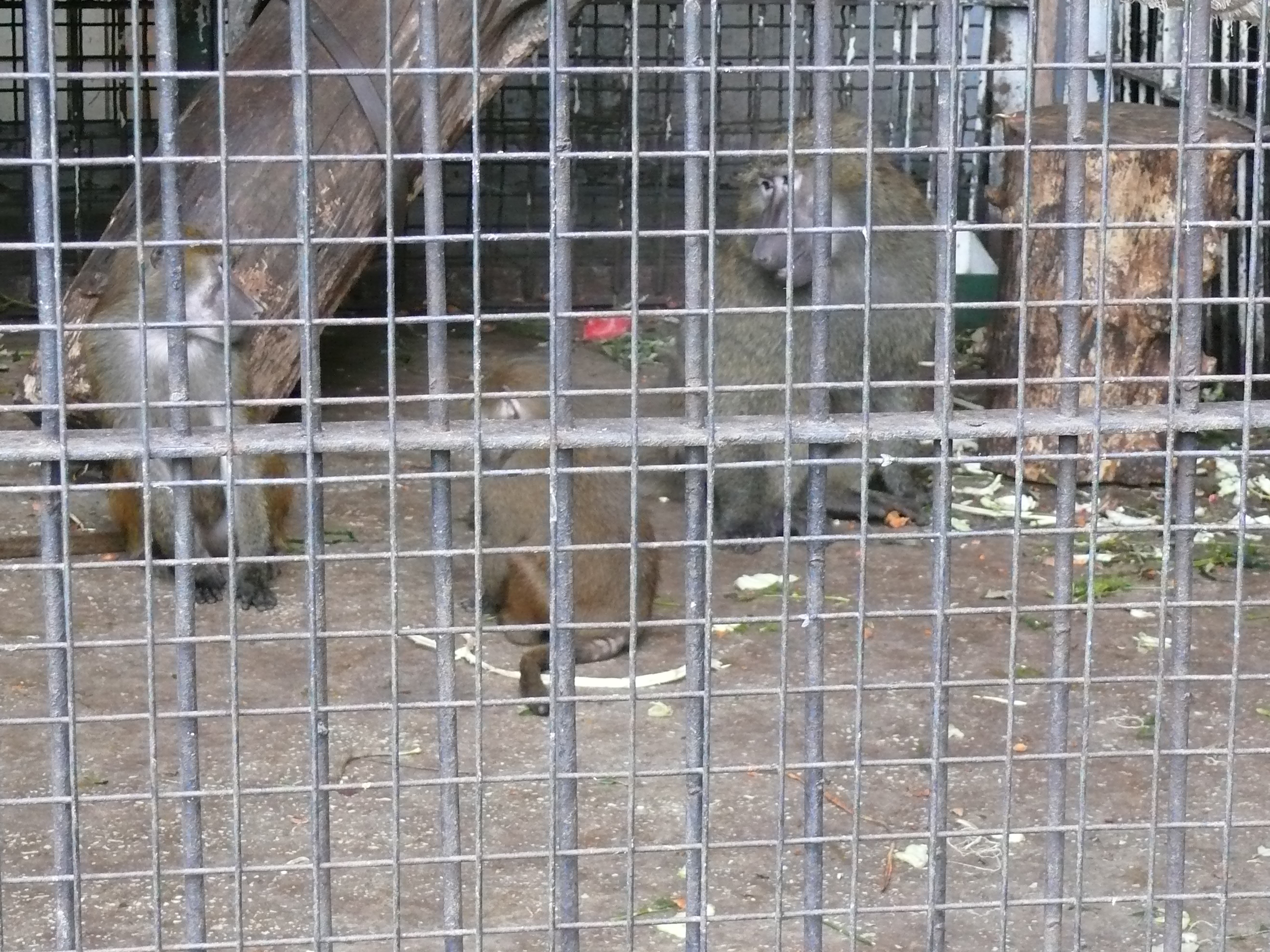
Павіани анубіс у Київському зоопарку 2009